# Liste de magazines en Finlande
Cet article liste des magazines publiés en Finlande.

## Revues professionnelles
- Acatiimi
- Aikuiskasvatus
- Arkkitehti
- Defensor Legis
- Duodecim
- Fysioterapia
- Journalisti
- Kasvatus
- Kehittyvä Kauppa
- Ketju
- Kirjastolehti
- Kirjatyö
- Kuntalehti
- Lakimies
- Lapsen maailma
- Maankäyttö
- Mainostaja
- Markkinointi & Mainonta
- Media & viestintä
- Mediuutiset
- Navigator
- Opettaja
- Palkkatyöläinen
- Pikakirjoituslehti
- Poliisi & Oikeus
- Psykologi
- Psykoterapia
- Sairaanhoitaja
- Signum
- Suomen Kalastuslehti
- Suomen Lehdistö
- Suomen Lääkärilehti
- Teollisuuden Näytelehti
- Tidning för stenografi
- Työ Terveys Turvallisuus
- Uskontotiede
- Valtiotieteilijä
- Vanhustyö
- Rannikon Puolustaja
- Reserviläinen
- Ruotuväki
- Sotilasaikakauslehti
- Suomen Sotilas

## Revues de loisirs
- Anime
- City-lehti
- Frisk Bris
- Hetku
- Hippos
- Ihana askartelulehti
- Japan Pop
- Kopteri
- Korsteeni
- Kotipuutarha
- Laiva
- Mondo
- Partio
- Radiomaailma
- Raitio
- Resiina
- Softaaja
- Sukuviesti
- Suomen Shakki
- Suuri Käsityö
- Taika
- Taito
- Tähdet ja avaruus
- Vanhat Koneet
- Vapaa-ajan Kalastaja
- WoW
- Pokerilehti
- Pokerisivut.com

### Armes à feu
- Ase & Erä
- Ase-lehti
- Kaliberi
- Rekyyli

### Automobile
- Amerikan Rauta
- Auto 2000
- Auto Bild Suomi
- GTi-Magazine
- Klassikot
- Mobilisti
- Moottori
- Spinneri Magazine
- Tuulilasi
- V8-Magazine

### Animaux
- Hevoshullu
- Koirafanitus
- Koiramme
- Lemmikki
- Villivarsa

### Aéronautique
- Feeniks
- Ilmailu
- Lentoratas
- Siivet
- Suomen ilmailuhistoriallinen lehti
- Suomen Siivet

### Oiseaux
- Linnut
- Ornis Fennica
- Tiira-lehti

### Poker
- Pokerilehti
- Pokerisivut.com

### Décoration
- Avotakka
- Deko.
- Divaani
- Antiikki & Design
- Avotakka
- Deko
- Divaani
- Glorian Koti
- Koti ja keittiö
- Kotipuutarha
- Meidän Mökki
- Meidän Talo

### Informatique et jeux vidéo
- Nintendo-lehti
- Pelaa!
- Pelaaja
- Pelit

### Photographie
- Kamera-lehti
- Luontokuva
- Photo Raw
- Pikseli

### Sonorisation
- AVPlus
- Hifimaailma
- InnerWorldAudio

### Bateaux
- Frisk Bris
- Kippari
- Navigare
- Pro Sail Magazine
- Purje
- Puuvene
- Totalvene.fi
- Vene
- Venemestari

## Revues sociales
- Antikapitalisti
- Debatti
- Elonkehä
- Etsijä
- Kanava
- Kansa taisteli
- Kapinatyöläinen
- Maailman Kuvalehti
- Libero
- Maailma ja me
- Megafoni
- Mnemosyne
- Murros
- Muutoksen kevät
- Näköpiiri
- Politiikka
- Porvari
- Sivari & totaali
- Ulkopolitiikka
- Vegaia
- Voima
- Ydin

## Revues culturelles
- Askel
- Ajankohta
- Basso
- Etsijä
- Hiidenkivi
- Huili
- Humanisti
- Jänkä (revue)
- Kaltio
- Kanava
- Kirjo
- Kritiikin Uutiset
- Kulttuurivihkot
- Kumppani
- Libero
- Liekki
- Lumooja
- Mehiläinen
- Mnemosyne
- Neliö
- Niin & näin
- Ny Tid
- Paatos
- Pro Estonia
- Propaganda
- Protu
- Sarjainfo
- Seita
- SixDegrees
- Skeptikko
- Suomen mieli
- Synteesi
- Särö
- Taide
- Taito
- Tanssi
- Teatteri
- Toinen vaihtoehto
- Tuli & Savu
- Tulva
- Tyyris Tyllerö
- Uusi Nainen
- Vapaa ajattelija
- Vartija
- Vegaia
- Voima
- Voltti
- Vox paganorum

### Cinéma
- Como
- Episodi
- Filmihullu

### Littérature
- Bibliophilos
- Kerberos
- Kiiltomato.net - Lysmasken
- Kirjain
- Kirjallisuudentutkimuksen aikakauslehti Avain
- Kosmoskynä
- Lumooja
- Nuori Voima
- Parnasso
- Portti
- Ruumiin kulttuuri
- Särö
- Tuli & Savu
- Tähtivaeltaja

## Revues musicales
- Rondo
- Trad

### Métal
- Inferno
- Miasma Magazine
- Tuhma

### Pop
- Blues News
- Iskelmä
- Jazzrytmit
- Kitaristi
- Musa.fi
- POP
- Stara

### Rock
- Rumba
- Rytmi
- Soundi
- Sue

## Revues féminines
- Anna
- Cosmopolitan
- Eeva
- Elle
- Gloria
- Jade
- Kodin Kuvalehti
- Kotiliesi
- Me Naiset
- Olivia
- Regina
- Sara
- Trendi
- Tulva

## Revues étudiantes
- Aino
- Anturi
- Aviisi
- Improbatur
- Jyväskylän Ylioppilaslehti
- Kalpa
- Kyliste
- Kylteri
- Lamkooma
- Osakolainen
- Oulun ylioppilaslehti
- Policy
- Polyteekkari
- Porin ylioppilaslehti Pointti
- Turun ylioppilaslehti
- Tutkain
- Uljas
- VapaaBoomari
- Vastavirta
- Visiiri
- Ylioppilaslehti

## Revues politiques
- Debatti
- Demokraatti
- .kom
- Libero
- Murros
- Muutoksen kevät
- PAX
- Rahvas
- Rauhan Puolesta
- Ulkopolitiikka
- Vihreä Lanka
- Voima
- Ydin
- Yhteiskuntapolitiikka

## Revues scientifiques
- Arkhimedes
- Historia
- Historiallinen Aikakauskirja
- Hoitotiede
- Janus
- Kasvatus
- Kielikello
- Luonnon tutkija
- Murros
- Naistutkimus
- National Geographic
- Niin & näin
- Psykologia
- Psykoterapia
- Skeptikko
- Sosiologia
- Språkbruk
- Suomen Antropologi
- Tiede
- Tiede & edistys
- Tieteen Kuvalehti
- Tieteessä tapahtuu
- Tutkiva hoitotyö
- Tähdet ja avaruus
- Virittäjä
- Yhteiskuntapolitiikka
- Alula

## Revues sportives
- Fillari
- GOAL
- Hevosmaailma
- Huippu-Urheilu-Uutiset
- Juoksija-lehti
- Jääkiekkolehti
- Pääkallo.fi
- Pro Hockey
- Skimbaaja
- Snowextreme
- Sport
- Tennis
- Urheilulehti
- Urheilusanomat
- Vauhdin Maailma
- Yleisurheilun Kuvalehti
- Fit
- MeNaiset Sport

## Revues religieuses
- Aamun Koitto
- Analogi
- Askel
- Christina
- Elämä
- Etsijä
- Fides
- Fleim
- HaKehila
- Hengellinen Kuukauslehti
- Herätkää!
- Hääilo
- Inkerin Kirkko
- Koulun Aamu
- Lasten polku
- Logos (revue)
- Lähettäjä
- Nuotta
- Omatunto (revue)

- Ortodoksinen kulttuuri
- Ortodoksinen seurakuntaviesti
- Ortodoksiviesti
- Päivämies
- Rauhan sana
- Rauhan Side
- Rauhan Tervehdys
- Ristin Voitto (RV)
- Ruukku
- Sana
- Sanan Voima
- Seppo
- Siionin Lähetyslehti
- Solea
- Tietäjä
- Uusi Elämä
- Vartija
- Vartiotorni – Jehovan valtakunnan julistaja
- Yhteis-Vapaamuurari

## Revues pornographiques
- Cocktail-lehti
- Erotica (revue)
- Erotiikan maailma
- Hustler
- Jallu
- Kalle
- Kalu
- Lollo
- Ménage à trois
- Ratto
- Seksi.net
- Tabu

## Revues pour la jeunesse
- CC
- Koululainen
- Systeri
- Eläinmaailma
- Hevoshullu
- Koirafanitus
- Lemmikki
- Villivarsa

## Revues familiales
- Apu
- Hymy
- Katso
- Lapsen Maailma
- Meidän perhe
- Oho
- Seiska
- Seura
- Suomen Kuvalehti
- Tenava
- Valitut Palat

## Revues de consommateurs
- Me
- Pirkka
- Yhteishyvä

## Revues de style de vie
- AKU.
- Image

## Autres revues
- Aikakaus-Lehti
- Erä
- ET-lehti
- Etuovi-lehti
- Harmaasusien Airut
- Hyvä terveys
- Kielikello
- Koiviston Viesti
- Koti ja keittiö
- Kuluttaja
- Kunto Plus
- Martat-lehti
- Maku
- Mondo
- Ovi
- Retki
- SixDegrees
- Suomen Luonto
- Talo & koti
- Tekniikan historia
- Tekniikan Maailma
- Terminfo
- Tiedosta-lehti
- Trendi Veli
- Vauva
- Vauva & leikki-ikä
- Vilpertti
- Viva
- Voi Hyvin
- Yhdyskuntasuunnittelu
- Yhteishyvä
- Ympäristö